# ホッケ
ホッケ（𩸽、Pleurogrammus azonus）は、アイナメ科ホッケ亜科に属する冷水性の魚。成長にしたがって、アオボッケ、ロウソクボッケ、マボッケ、ネボッケと呼び名が変わる。地方名にはタラバホッケ、チュウホッケ、ドモシジュウ、ホッキ、ボッケアなどがある。

## 分類と近縁種
ホッケ亜科 Pleurogramminae はホッケ属 Pleurogrammus 1属のみを含み、ホッケ P. azonus とキタノホッケ P. monopterygius の2種が属する。
キタノホッケ Pleurogrammus monopterygius (Pallas, 1810)
体長40cm程度。英名は Atka mackerel。
通称はシマホッケ。マホッケよりも水深の深い海域を好む。

## 分布
日本付近では茨城県、対馬海峡以北、黄海、ロシア沿海地方、オホーツク海、南樺太沿岸。東北地方から北海道周辺に分布する個体は分布域や産卵時期の違いから、4つの系群に分けられている。
沿海州系群ユーラシア大陸東岸の沿海州沿岸に分布。
羅臼 - 太平洋系群襟裳岬西岸から南部千島、羅臼沿岸にかけて分布。
道南 - 本州系群道南日本海から道南太平洋および本州沿岸にかけて分布。
北部日本海 - オホーツク系群オホーツク海から道北日本海にかけて分布。

## 生態
成魚の生息水深は、100メートル前後の大陸棚で、産卵期の春秋では浅くなる。産卵期は9月から2月で、婚姻色が現れる。水深20メートル以浅の岩の間に卵を産み、孵化するまでオスが餌を食べずに保護をする。産卵は16℃程度で開始され、至適水温は13℃前後、8℃程度で終了するとされている。なお、緯度と産卵期のずれの関係は水温差が要因とされているが、十分な研究はされていない。
食性は肉食性で、主な餌は底生生物、甲殻類、他魚類の卵、海底に沈降するプランクトン。北海道の日本海沿岸周辺（奥尻島など）においては初夏から春の間にかけて、海面近くで群れになって上向きで泳ぐことにより（「ホッケ柱」）渦巻きを発生させ、海面のプランクトンを引き込んで捕食する。この現象は2009年9月5日放送の『ワンダー×ワンダー「驚異の海 ホッケの柱」』（NHK総合テレビ）、および同年10月4日放送の『ハイビジョン特集「北の海にホッケが舞う 群れ、その神秘の物語」』（NHK BS2）において取り上げられた。

## 形態
成魚の全長60センチメートル。側線が5本あり、体にはっきりしない黒色横帯がある。幼魚は海の浅いところに住み、体色は青緑色をしているが、成長につれて海底付近に住むようになり、体色は褐色を帯びる。このため、ほかの硬骨魚類に見られる浮き袋を欠くのが特徴（同様に底生性のヒラメなども、浮き袋は小さい）。
成長の度合いは海域によって差があり、道北系ホッケでは、満2歳で体長26-28センチメートル、満3歳で28-32センチメートル、満4歳で31-34センチメートルに成長する。一方、太平洋海域ホッケでは道北系より成長が早く、満2歳で体長27-32センチメートル、満3歳で29-34センチメートル、満4歳で33-36センチメートル。

## 呼称
漢字では、（魚へんに花、「𩸽」Unicode: U+29E3D, JIS X 0213: 2面93区44点）と書く。俗説によれば、鎌倉時代、日蓮宗の日持上人が、蝦夷に渡って布教活動をした折、当地を去る礼として、新たな種類の魚の豊漁をもたらした。地元の人はその魚を「ホッケ（法華）」と呼び、日持が滞在した村落を「トドホッケ（唐渡法華）」と名づけたとされる。だが、北海道南部・渡島半島に実在する椴法華村の地名は、実際にはアイヌ語のトゥー・ポㇰ・ケ（tu-pok-ke 山の根の下の所）に由来する。『別に日持上人由来説もある。松浦武四郎の「初航蝦夷日誌」には「土人の話しニ峠法華は近来の字二而唐法華と書よし。其ゆへは日持上人此処より入唐し玉ひしと。其故ニ此処二古跡有と云り。又ホッケと云魚は此村より取れ初而他国に無魚也。日持上人の加持を得て此地二而此魚ども成仏セしと云伝ふ」』（角川地名大辞典）
「」は、文字コード規格においてはJIS X 0213:2000およびそれに追随したUnicode 3.1(2000)で追加され、JIS第4水準に分類される。

## 利用
本種は鮮度が落ちやすいため、流通や冷凍技術が発達していない時期にはほとんど食用にされなかった。しかし、北海道近海でニシンが獲れなくなると、代替品としてホッケの需要が急増した。また第二次世界大戦後の食糧難に伴い、本種は安易かつ大量に捕れる食材として重宝され、関東地方などに配給された。しかし、前述のとおり冷蔵技術が未発達の時代ゆえに鮮度と味が落ちてしまっていたことから、戦後の食糧難を経験した世代には当時の記憶もあり、本種をあまり好まない向きもある。
流通する際には、開いた干物として並ぶことが主流である。干物にすると、淡泊な味に独特の食感がある。また骨が取りやすく食べやすい。北海道などでは生のホッケも普通に販売されている。このほか、粕漬けやみりん漬けもスーパーマーケットなどで容易に購入することができる。特にホッケのみりん干しと燻製は美味とされている。しかし、これらの加工品はほとんどがマホッケとは別種のキタノホッケ（シマホッケ）であり、マホッケの加工品はあまり出回らない。
2015年度の漁獲高は約17,000トン。1キロ当たりの価格は272円とかなりの高級魚になっているが、資源の減少が本格化する前である2007年当時のキロ当たりの価格は48円とかなり安く、かつてホッケは「庶民の魚」とされていた。

### 漁業
底引網、巻網、定置網等で漁獲される。水産庁によると、マホッケの漁獲量は1980年代には30万トン程度で推移したが、1998年の約24万1千トンから、2010年代に入ると水温上昇や乱獲のために漁獲量が激減。2013年には約5万3千トンと15年で78%減少し、価格が上昇している。
特に道央の日本海からオホーツク海にかけての海域でよく獲れたが、この地域では2012年より漁獲制限がかけられている。

### 料理

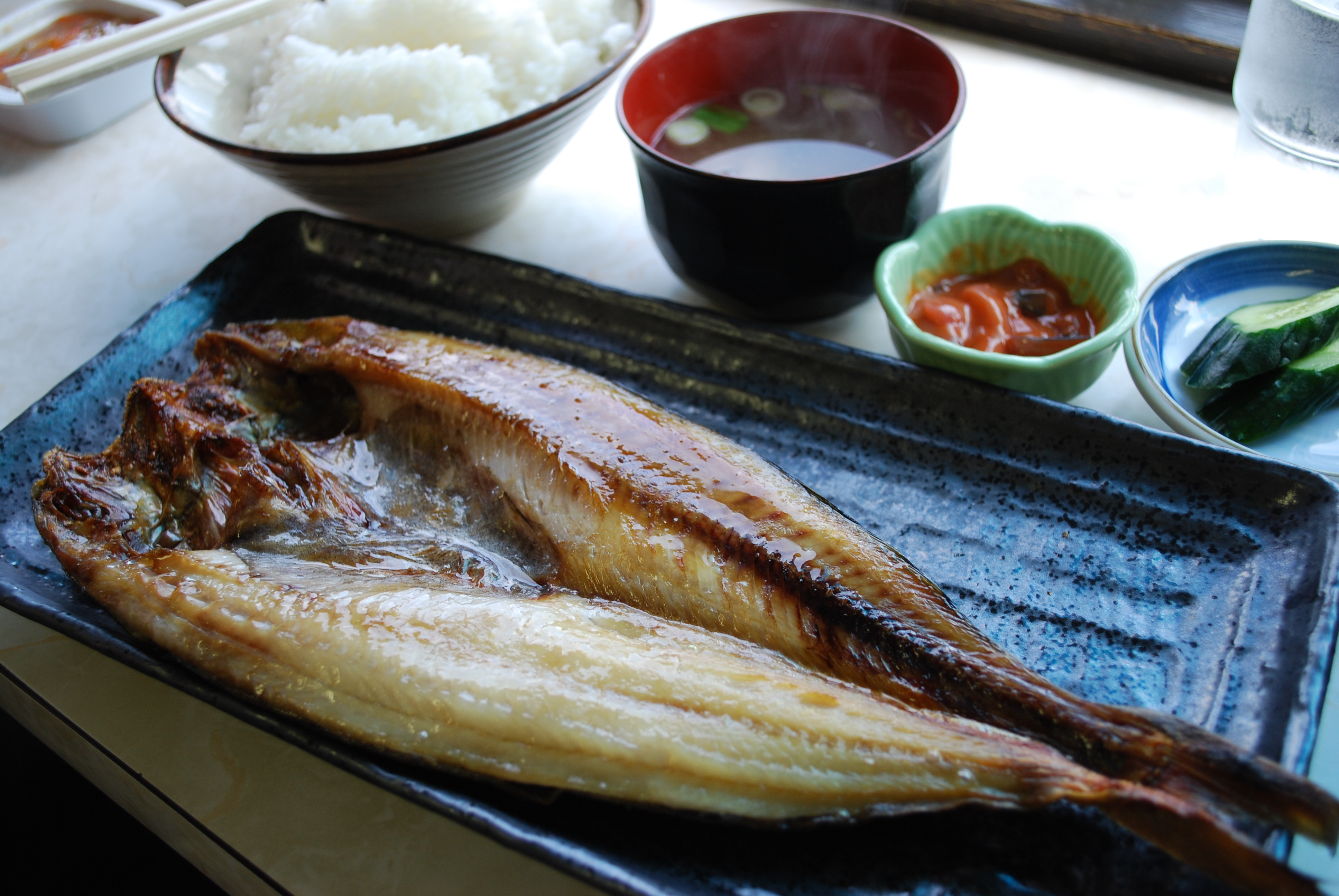
ホッケの焼き魚定食

鮮度低下が早いため、開いて干物などにするのが一般的である。鮮度のいいものはフライや煮付けにされたりと酒肴としても活用される。しかし、冷蔵や物流が発達した1980年代以降にはそういったイメージも薄まり、全国の一般家庭に並ぶ普通の食材となっている。
旋尾線虫 (Crassicauda giliakiana)やアニサキスなどが寄生しているために生食は行われないが、冷凍技術の発達により−20℃以下で冷凍した刺身用フィレの流通も少ないながら行われている。